# Constantin VI de Vakha
Constantin VI de Vakha ou  Vahkac‘i (en arménien Կոնստանդին Զ Վահկացի) est Catholicos de l'Église apostolique arménienne de 1430 à 1439.

## Biographie
Lorsque Constantin s’empare du catholicossat après la mort de Paul II Gaṙnec‘i (1418-1430), la situation de la Cilicie contrôlée par les Mamelouks d’Égypte depuis 1375 mais en fait livrée à l’anarchie et au pillage des émirs musulmans locaux est désastreuse. Le Catholicos doit de plus faire face à la compétition d’un prétendant nommé Hovsep (« Joseph ») qui ne réussit pas à s’imposer.
C’est dans ces circonstances que Constantin VI reçoit des émissaires du pape Eugène IV qui ont voyagé via la Pologne et la Crimée avant d’arriver à Sis. Ils sont porteurs d’une invitation à participer aux conciles d’union qui allaient se réunir en Italie.
Le Catholicos n’est bien entendu pas en mesure de faire un tel déplacement, aussi fait-il établir  le mercredi 16 mai 1436 par Mkrtitch Naghash, l’évêque d’Amid, une lettre exposant l’historique des positions arméniennes. Il demande en outre à un membre de l'Église syriaque orthodoxe, Benjamin, évêque d’Alep, accompagné de trois vardapets arméniens (Serge, Marc et Thomas), de répondre à l’invitation du Pape (1438).
Le Catholicos Constantin VI meurt en 1439 sans avoir eu connaissance des résultats du concile de Bâle-Ferrare-Florence-Rome.